# Dilpesend Kadın
Dilpesend Kadın (turco ottomano: دل پسند قادین, lett. "cuore amabile"; nata principessa Azize Giray; Tbilisi, 16 gennaio 1865 – Istanbul, 17 giugno 1901) è stata una consorte del sultano ottomano Abdülhamid II.

## Biografia
Di origini georgiane, nacque come Azize Hanim il 16 gennaio 1865 a Tbilisi, in Georgia. Era figlia di Kızılbeg Maksud Giray Bey ed Esma Hanim, e aveva un fratello, Midhat Bey, e due sorelle, Mestiahu Hanım e Pakize Hanım. Dal lato paterno, discendeva dalla dinastia Giray, Khan di Crimea. 
Da bambina venne mandata alla corte ottomana di Istanbul, dove venne educata da Tiryal Hanim, ultima consorte del sultano Mahmud II, nonno paterno di Abdülhamid II, e ribattezzata Dilpesend Hanim.
Era alta, con capelli castano scuro tendenti al nero e carnagione rosea e delicata. Fra tutte le consorti di Abdülhamid II, è la meno nota e quella su cui ci sono meno informazioni, tanto da essere spesso confusa con un'altra consorte dal nome simile, Pesend Hanım.

### Consorte Imperiale
Dilpesend sposò Abdülhamid II il 10 aprile 1883, a Palazzo Dolmabahçe.
Fu la prima consorte di Abdülhamid II dopo la sua salita al trono. Il sultano l'aveva notata quando, dopo la morte di Tiryal Hanim nel 1883, Dilpesend era stata inviata a servizio di una delle sue consorti a Palazzo Dolmabahçe o a Palazzo Yıldız.
Con il matrimonio le venne conferito il rango di "Quarta Consorte Imperiale", col titolo di Dilpesend Kadın, e nel 1895, alla morte di Nazikeda Kadın, venne promossa a "Terza Consorte".
Diede al sultano due figlie, di cui una morta all'età di cinque mesi.

### Morte
Dilpesend Kadın morì il 17 giugno 1901 a Palazzo Yıldız, all'età di trentasei anni. Venne sepolta nel cimitero Yahya Efendi a Istanbul.

## Discendenza
Da Abdülhamid II, Dilpesend Kadın ebbe due figlie:
- Naile Sultan (9 febbraio 1884 - 25 ottobre 1975). Si sposò una volta, senza figli.
- Seniha Sultan (1885 - 1885). Morta all'età di cinque mesi.